# احمدنگر، چنیوت
احمدنگر (به انگلیسی: Ahmadnagar) یک شهر در پاکستان است که در پنجاب واقع شده‌است.